# عالي ياقوت
عالي ياقوت (بالفارسية: قصر یاقوت) هو قصر تاريخي يعود إلى عصر القاجاريون، ويقع في طهران.